# Guzmania diazii
Guzmania diazii är en gräsväxtart som beskrevs av Harry Edward Luther. Guzmania diazii ingår i släktet Guzmania och familjen Bromeliaceae. Inga underarter finns listade i Catalogue of Life.